# Autobiography of Mistachuck
Albums de Chuck D
I Don't Rhyme for the Sake of Riddlin'
(2010)
Singles
1. No
Sortie : 1996

Autobiography of Mistachuck est le premier album studio de Chuck D, sorti le 22 octobre 1996.
L'album s'est classé 12e au Heatseekers, 47e au Top R&B/Hip-Hop Albums et 190e au Billboard 200.

## Liste des titres
| No  | Titre                                                                       | Contient un (des) sample(s) de | Durée |
| --- | --------------------------------------------------------------------------- | --- | ----- |
| 1.  | Mistachuck                                                                  | Batdance de Prince | 4:22  |
| 2.  | No (featuring Kyle Jason)                                                   | Foxy Lady de Jimi Hendrix Good to Me d'Otis Redding Troglodyte (Cave Man) du Jimmy Castor Bunch Get Outta My Life Woman de The New Apocalypse | 4:32  |
| 3.  | Generation Wrekkked (featuring Kyle « Ice » Jason)                          | | 4:05  |
| 4.  | Niggativity...Do I Dare Disturb the Universe?                               | | 4:18  |
| 5.  | Free Big Willie                                                             | Ain't I Been Good to You (Part 1 & 2) des Isley Brothers                                                                                      | 4:40  |
| 6.  | Horizontal Heroin (featuring Professor Griff)                               | | 1:43  |
| 7.  | Talk Show Created the Fool (featuring Abnormal, C. Brewser, Da Brat et Ice) | | 5:32  |
| 8.  | Underdog                                                                    | Get Out of My Life, Woman des Mad Lads | 4:12  |
| 9.  | But Can You Kill the Nigger in You? (featuring Isaac Hayes)                 | | 4:59  |
| 10. | Endonesia (featuring B-Wyze et Dow Jonz)                                    | | 4:47  |
| 11. | The Pride (featuring Mike « Love » Williams)                                | | 4:26  |
| 12. | Paid (featuring Kendu et Melquan)                                           | Gimme the Loot de The Notorious B.I.G. | 13:57 |